# 대한민국의 대통령경호처 차장
대통령 경호처 차장(大統領 警護處 次長)은 처장을 보좌하는 직위로, 1급 경호공무원 또는 고위공무원단에 속하는 별정직 국가공무원으로 보한다.

## 임명
- 대통령경호처 차장은 대통령이 임명한다.

## 역할
- 대통령경호처 차장은 처장을 보좌하여 소관사무를 처리하고 소속공무원을 지휘·감독하며, 처장이 사고로 직무를 수행할 수 없으면 그 직무를 대행한다.

## 역대 차장

### 대통령경호실 차장
| 정부        | 대수     | 이름            | 임기                               | 비고                                         |
| ----------- | -------- | --------------- | ---------------------------------- | -------------------------------------------- |
| 제3공화국   | 초대     | 김인식(金仁植)  | 1963년 12월 26일~1964년            | 예비역 육군 대령                             |
| 제3공화국   | 제2대    | 박종규(朴鐘圭)  | 1964년~1964년 5월 16일             |                                              |
| 제3공화국   | 제3대    | 전구백(全九百)  | 1964년 5월 16일~1967년 10월 18일   |                                              |
| 제3공화국   | 제4대    | 김시진(金詩珍)  | 1967년 10월 19일 ~ 1967년 11월 7일 | 예비역 육군 준장, 청와대정보비서관 전출      |
| 제3공화국   | 제5대    | 신동관(申東寬)  | 1969년 5월 13일 ~ 1971년 1월 16일  | 겸 경호처장                                  |
| 제4공화국   | 제6대    | 차지철(車智澈)) | 1972년~1974년 8월 20일             |                                              |
| 제4공화국   | 제7대    | 정병주(鄭柄宙)  | 1974년 8월 26일~1974년 12월 10일   | 현역 육군 소장                               |
| 제4공화국   |          | 이수복(李壽福)  | ~ 1978년                           |                                              |
| 제4공화국   |          | 전성각          | 1978년 ~ 1978년 10월 10일          | 현역 육군 중장                               |
| 제4공화국   |          | 이재전(李在田)  | 1978년 10월 10일~1979년 12월 17일  | 현역 육군 중장                               |
| 제4공화국   | 직무대리 | 고명승(高明昇)  | 1979년 12월 17일~                  | 현역 육군 대령, 경호처 작전과장으로 직무대리 |
| 제5공화국   |          | 정동호(鄭東鎬)  | 1981년 7월 12일 ~                  |                                              |
| 제5공화국   |          | 고명승(高明昇)  | ~                                  |                                              |
| 제5공화국   |          | 안현태(安賢泰)  | 1984년 10월~1985년 2월 18일        |                                              |
| 제5공화국   |          | 성환옥(成煥玉)  | 1985년 10월 18일 ~ 1986년          |                                              |
| 제5공화국   |          | 성환옥(成煥玉)  | 1986년 ~ 1990년 4월 2일            | 감사원 감사위원 전출                         |
| 제6공화국   |          | 최석립(崔石立)  | 1990년 4월 2일 ~ 1992년 10월 8일   | 차관급, 예비역 육군 소장, 전 육군본부 헌병감 |
| 제6공화국   |          | 장호경(張豪璟)  | 1992년 10월 9일 ~ 1993년 3월 5일   | 차관급 기무사참모장에서 전입, 현역 육군 소장 |
| 김영삼 정부 |          | 강창남(姜昌男)  | 1993년 3월 9일 ~ 1994년 12월 28일  | 1급, 전 경찰 경무관                          |
| 김영삼 정부 |          | 김광주(金光洲)  | 1994년 12월 28일 ~                 | 1급, 재직 중 1996년 차관급 격상              |
| 김대중 정부 |          | 이효진(李孝鎭)  | 1998년 3월 9일 ~ 2000년            | 1급으로 격하                                 |
| 김대중 정부 |          | 김영대(金永臺)  | 2000년 ~ 2002년 12월 20일          |                                              |
| 김대중 정부 |          | 정준구(鄭俊九)  | 2002년 12월 20일 ~ 2003년 4월 2일  | 경호3처장에서 승진발령                       |
| 노무현 정부 |          | 양재열(梁在烈)  | 2003년 4월 2일 ~                   |                                              |
| 노무현 정부 |          | 염상국(廉相國)  | 2006년 1월 3일 ~ 2007년 3월 12일   | 경호2처장에서 내부승진                       |
| 노무현 정부 |          | 주대준(朱大俊)  | 2007년 3월 19일 ~ 2008년 2월 24일  | 행정본부장에서 내부승진                      |

### 대통령실 경호처 차장
| 정부        | 대수 | 이름           | 임기                            | 비고     |
| ----------- | ---- | -------------- | ------------------------------- | -------- |
| 이명박 정부 | 초대 | 주대준(朱大俊) | 2008년 2월 25일~2008년 6월 24일 | 1급 상당 |
| 이명박 정부 | 2대  | 연규용         | 2008년 6월 24일~2009년 11월 2일 |          |
| 이명박 정부 | 3대  | 최찬묵         | 2009년 11월 2일~2011년 6월 17일 |          |
| 이명박 정부 | 4대  | 안종하         | 2011년 6월 17일~2012년 7월 4일  |          |
| 이명박 정부 | 5대  | 서성동         | 2012년 7월 4일~2013년 2월 24일  |          |

### 대통령경호실 차장
| 정부        | 대수     | 이름           | 임기                            | 비고             |
| ----------- | -------- | -------------- | ------------------------------- | ---------------- |
| 박근혜 정부 | 초대     | 서성동         | 2013년 2월 25일~2013년 6월 2일  | 차관급 격상      |
| 박근혜 정부 | 2대      | 박종준(朴鍾俊) | 2013년 6월 3일~2015년 10월 5일  | 경찰청 차장 역임 |
| 박근혜 정부 | 직무대행 | 이영래(李映崍) | 2015년 10월 5일~2016년 7월 20일 | 직무대리         |
| 박근혜 정부 | 3대      | 이영석(李映碩) | 2016년 7월 20일~2017년 7월 25일 |                  |

### 대통령경호처 차장
| 정부        | 대수     | 이름           | 임기                              | 비고                                                                |
| ----------- | -------- | -------------- | --------------------------------- | ------------------------------------------------------------------- |
| 문재인 정부 | 초대     | 이상붕(李相鵬) | 2017년 7월 26일 ~ 2018년 월 일    | 1급으로 격하                                                        |
| 문재인 정부 | 2대      | 신용욱         | 2018년 월 일 ~ 2019년 월 일       |                                                                     |
| 문재인 정부 | 3대      | 유연상(柳鍊相) | 2019년 월 일~2020년 5월 19일      | 경호처장 승진                                                       |
| 문재인 정부 | 직무대리 | 최윤호         | 2020년 5월 19일~2020년 6월 16일   | 예비역 대한민국 육군 소령 출신으로 경호처 총무국장 겸 차장 직무대리 |
| 문재인 정부 | 4대      | 최윤호         | 2020년 6월 16일~2022년 5월 11일   | 총무국장 직책에 재직하였다가 차장 승진                              |
| 윤석열 정부 | 4대      | 최윤호         | 2022년 5월 11일~2022년 5월 12일   | 연임                                                                |
| 윤석열 정부 | 5대      | 김종철(金鍾哲) | 2022년 5월 12일~2024년 5월 12일   | 병무청장 역임                                                       |
| 윤석열 정부 | 6대      | 김성훈         | 2024년 5월 17일 ~ 2025년 4월 28일 |                                                                     |
| 윤석열 정부 | 직무대리 | 안경호         | 2025년 4월 28일 ~ 2025년 6월 4일  |                                                                     |
| 이재명 정부 | 7대      | 박관천         | 2025년 6월 5일 ~                  |                                                                     |

## 같이 보기
- 대통령경호처
- 대통령경호처장